# ارتش سیاه مجارستان
ارتش سیاه مجارستان یا لژیون سیاه (مجاری: Fekete sereg) نام رایج نیروهای نظامی مجارستان در زمان حکم‌رانی ماتیاش یکم بود. هسته اصلی این ارتش در زمان حکومت یانوش هونیادی در دهه ۱۴۴۰ میلادی شکل گرفت. اگرچه ایده اولیه تشکیل ارتش قدرتمند پاینده در دوران جوانی ماتیاش به ذهن وی رسید، زمانی که دربارهٔ تاکتیک‌های نظامی ژولیوس سزار مطالعه می‌کرد.